# Luffa
Loofah, Loufah
Genre
Classification phylogénétique
Luffa est un genre de plantes à fleurs, de la famille des Cucurbitacées. Les espèces sont généralement nommées Loofah ou Loufah (de l'arabe لوف).
Ce sont des plantes grimpantes tropicales et sous-tropicales, à feuilles lobées et à fleurs femelles jaunes, produisant des fruits dont la forme rappelle celle des courgettes ou des concombres.

## Espèces
- Luffa acutangula (L.) Roxb.,
- Luffa aegyptiaca Mill. (synonyme Luffa cylindrica, Luffa pentandra),
- Luffa astorii Svenson
- Luffa echinata Roxb.
- Luffa graveolens Roxb.
- Luffa operculata (L.) Cogn.
- Luffa quinquefida (Hook. & Arn.) Seem.
- Luffa sepium (G. Mey.) C. Jeffrey

## Appellations
Le genre est appelé জিকা zika en assamais, 丝瓜 si1gua1 en mandarin, Turai en hindî, Gisoda en gujarâtî, heeray kAyi en kannara, wetakolu in cingalais, mướp khía en vietnamien, ននោង /nənɷːŋ/ en khmer, patola en tagalog, kabatiti en ilokano, gambas ou oyong en indonésien, et pipangaille à l'île Maurice et à La Réunion (pipangaille à côte pour Luffa acutangula, pipangaille lisse pour Luffa cylindrica). On parle alors de Lifah en arabe, H'bel en arabe du Maghreb, ভোল bhol en assamais, dhundul en bengalî, ghiya tori ou nerua en hindî ou peerkankai en tamoul ou beera kaya en télougou.

## Utilisation
Les fruits de plusieurs espèces de Luffa (Luffa acutangula, Luffa aegyptiaca) sont cultivés et cueillis avant maturité pour être consommés comme légume en Asie et en Afrique.
Les fruits de Luffa aegyptica ou d'autres espèces sont également cueillis à maturité et utilisés comme éponge végétale, notamment comme porte-savon, et exfoliant, à l'instar du gant de crin, comme c'est communément l'usage dans le bassin méditerranéen ou au Moyen-Orient. À l'état sec, il suffit de les frotter pour les débarrasser de leur peau et ne conserver que le tissu xylémique ; les nombreuses graines noires qui s'en échappent alors peuvent être ressemées pour être cultivées localement ou même dans les pays tempérés.
Sèche, la loofa peut être découpée et une tranche de loofa peut aussi être utilisée comme ustensile de nettoyage pour laver la vaisselle ou d'autres surfaces comme la baignoire ou la carrosserie des voitures, sans risquer de les rayer.
Au Paraguay, en raison de la pénurie de bois liée à la déforestation, on utilise les fibres de Luffa comme matériau pour la fabrication de panneau de construction en association avec de la toile de jute et des fibres de plastique recyclé. On l'utilise aussi comme matériel d'isolation en en faisant une pâte composée de fibre de luffa et d'amidon. On ajoute à cette pâte un extrait de bruyère servant de répulsif contre les moustiques.

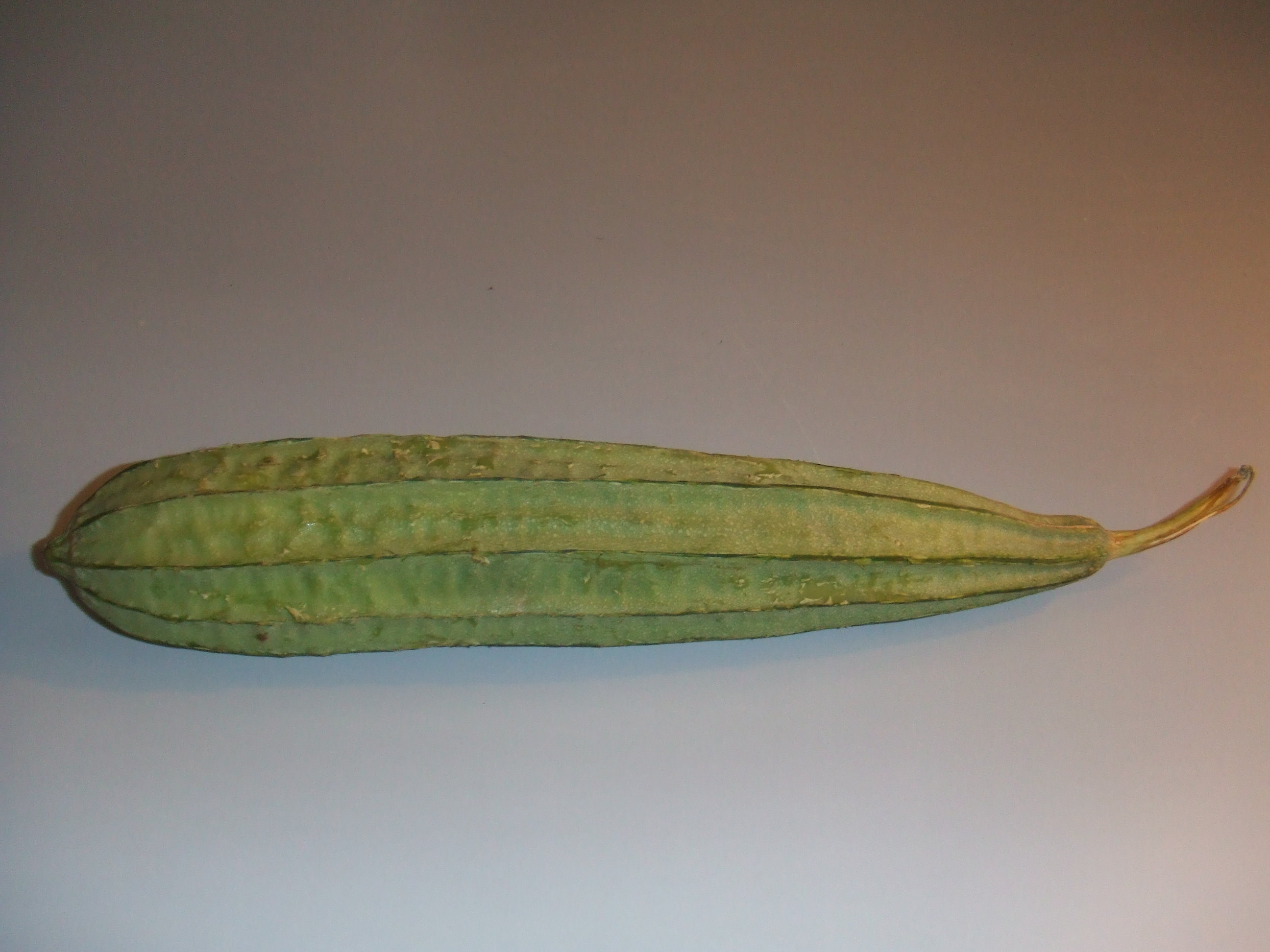
Luffa acutangula.
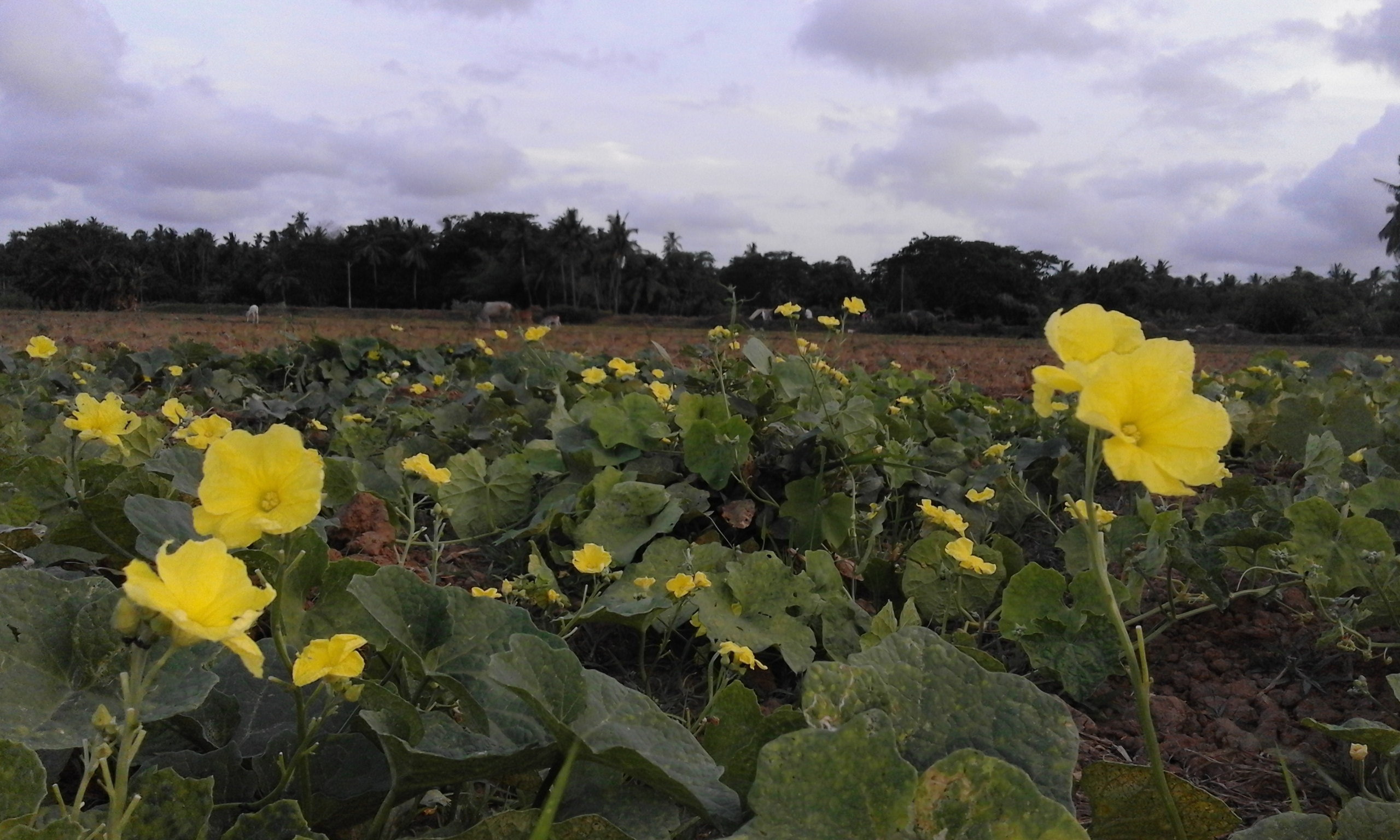
Fleurs de luffa acutangula.
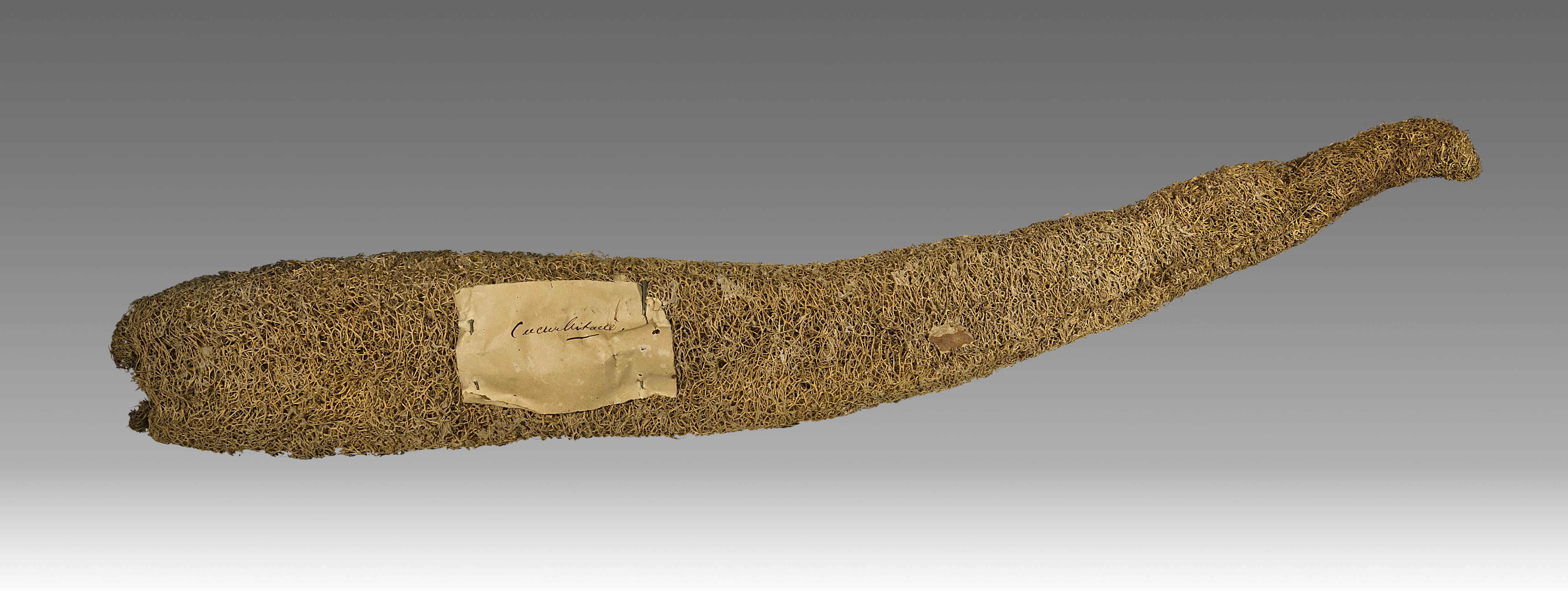
Luffa aegyptiaca  Squelette fibreux  au Muséum de Toulouse.
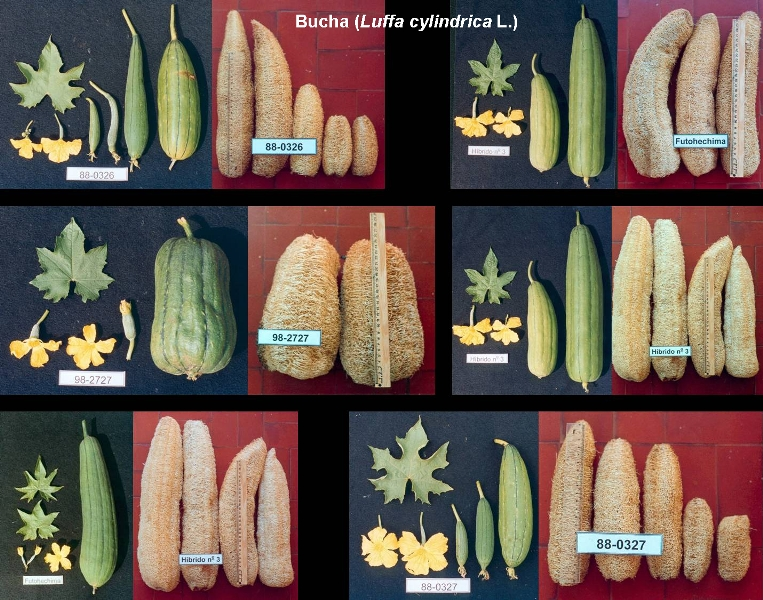
Luffa cylindrica.
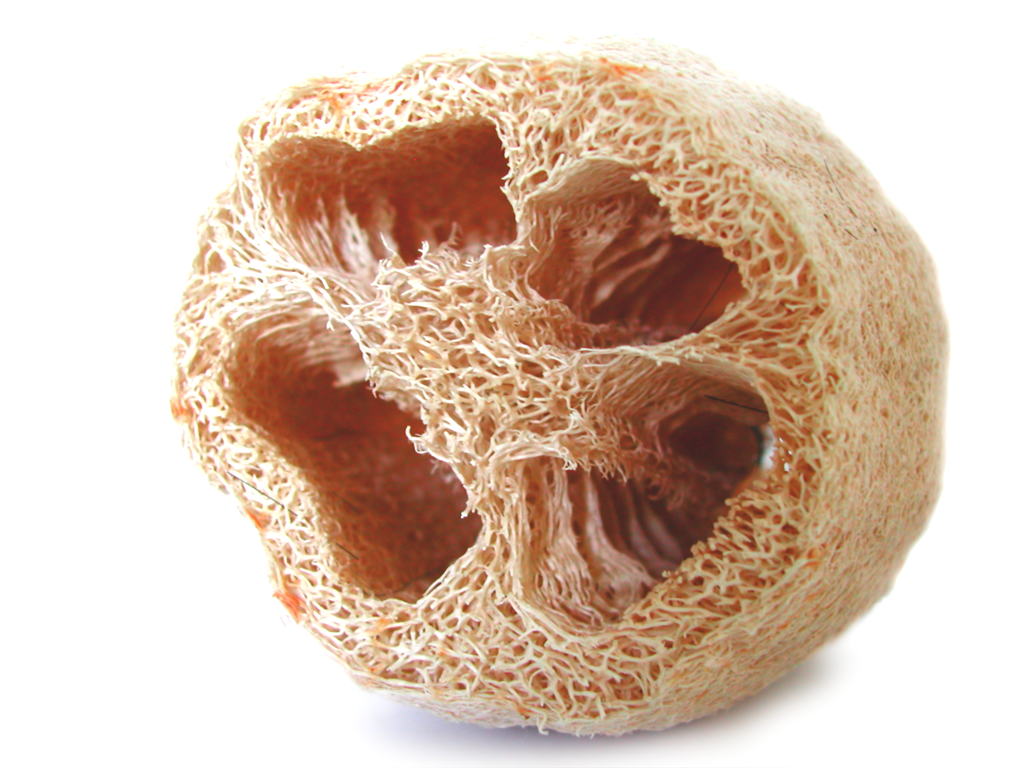
Tranche de luffa dont la texture rugueuse nettoie la peau et d'autres surfaces.
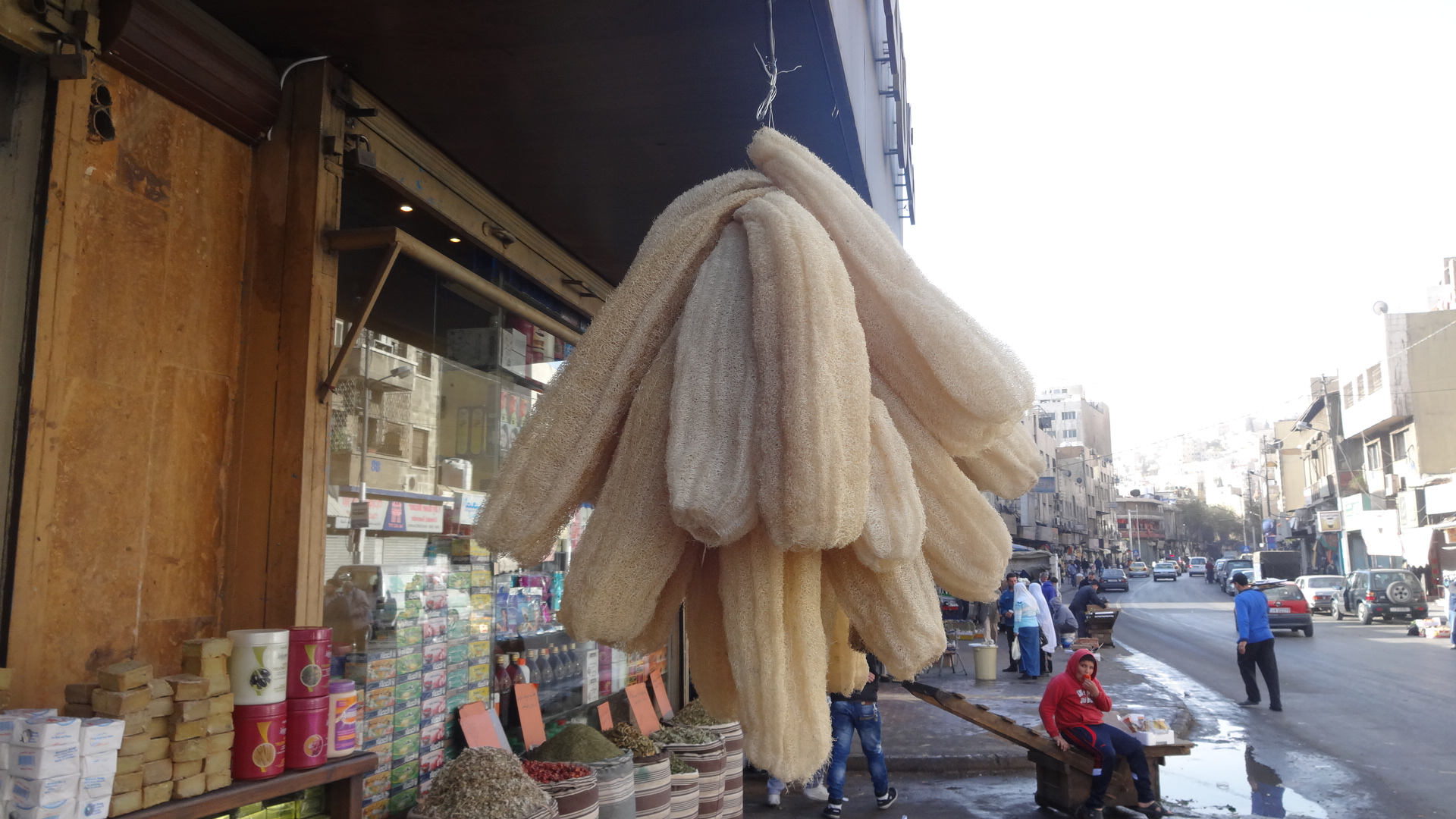
Vente de loufah à Amman en Jordanie.
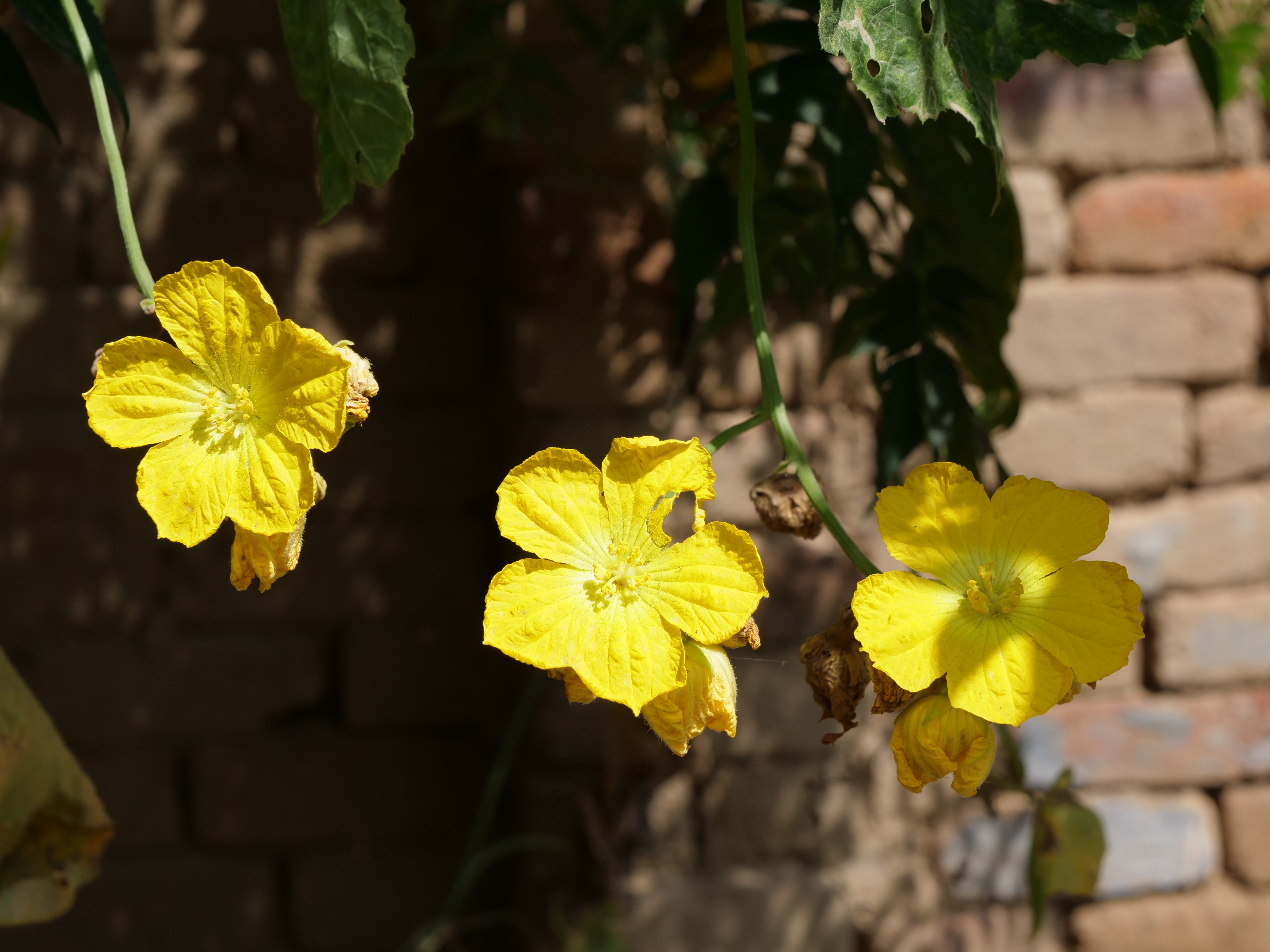

## Source
- (en) Cet article est partiellement ou en totalité issu de l’article de Wikipédia en anglais intitulé « Luffa » (voir la liste des auteurs).